# Euromoia subpulchra
Euromoia subpulchra là một loài bướm đêm trong họ Noctuidae.